# E-道
自助出入境檢查系統（英語：Automated Passenger Clearance System，俗稱自助出入境檢查閘機）簡稱e-道（英語：e-Channel），是香港入境事務處自2004年12月16日起推出以自助方式辦理出入境手續的統稱。此系統脫離了傳統的櫃檯和人員模式，大大節省了出、入境時間和入境事務處的運作開銷。系統原理乃讀取過境人士的指紋並與其相關身份證明文件內所儲存資料核實，再通過入境事務處內部電腦網路登記此出入境記錄。香港入境事務處在14個出入境管制站均已設有e-道，包括旅客e-道和車輛e-道。

## 歷史
入境事務處自2004年12月16日起於羅湖管制站離境大堂設置三條e-道以作試驗性質；而在首日推行有700多人使用，而成功過關率達95%；同時，當局計劃於2006年年中在10個邊境站設置270條e-道，當中125條設於羅湖管制站。入境事務處於翌年之農曆新年前把羅湖管制站之e-道增至9條e-道。
入境事務處設於落馬洲管制站出、入境均在11號檢查亭設置合共2條車輛e-道於2005年4月21日起投入服務。同年5月，入境事務處在港澳客輪碼頭管制站離境大堂設置6條e-道，是羅湖管制站以外及首個海路出入境管制站設置e-道的出入境管制站；而入境事務處於9月1日、11月1日及12月30日起分於中國客運碼頭、紅磡火車站及香港國際機場設置e-道。2005年11月17日起，e-道的應用範圍擴展至持有智能身份證的香港非永久性居民。
入境事務處於2006年1月24日在落馬洲口岸大樓設置e-道；而e道的應用範圍也於同日擴展至持有簽證身份書並持有智能身份證人士（此類情況多數為大陸新移民人士）；另一方面，入境事務處於沙頭角管制站及文錦渡管制站在2月6日及2月27日起設置車輛e-道；4月9日，羅湖管制站再增設六條e-道，令該管制站的e-道總數增加至104條，成為首個多於100條e-道的管制站。2006年9月12日起，e-道的應用範圍擴展至除了外籍家庭傭工、輸入勞工和非本地學生以外的所有持智能身份證香港非永久性居民。
2007年2月15日，入境事務處在文錦渡試行「私家車e道」計劃；同年7月使用的深圳灣口岸也設有30多條e-道。同年12月19日起，在羅湖出入境管制站設置5條跨境學童e-道。入境事務處於2008年3月在香港國際機場出入境大堂設置6條旅客e道，讓合資格之經常訪港旅客的過境時間可由約15分鐘縮短至最快3分鐘。2009年3月3日起，處方也在羅湖的110條e-道中設立10條更快捷的e-道，名為「快捷e-道試驗計劃」，該系統的閱讀器掃描身份證的資料，以取代「插咭」方式，令過關過程快4秒。2009年12月10日起設立「澳門居民e-道」，是為實行互免入境申報協議的便利措施之一。
2013年7月30日，香港入境處與大韓民國法務部簽訂諒解備忘錄，允許南韓國民使用香港出入境關卡的e-道，同時香港居民只要持有香港特別行政區護照，亦可在南韓的仁川國際機場及其他出入境關卡使用當地的自助通關系統。e-道的使用資格首次延伸到單純持當地普通護照的外國訪港旅客。
2006年2月13日，來自中國大陸的何福祥在深圳以250元人民幣購買一張偽造的香港智能身份證，及後經e-道入境香港時被入境事務處人員拘捕，結果被判入獄一年；而同月20日，也是來自中國大陸的24歲男子沈文源以100元人民幣購買一張偽造的香港智能身份證經e-道入境不果，也被判入獄一年。
2006年6月28日，新加坡公司Stratech Systems Limited為版權持有人以侵犯版權為理由入稟香港高等法院向香港政府取得e-道承辦權的安樂創新科技有限公司追討超過3,400萬港元賠償以及要求法庭頒令香港入境事務處於三日後禁止e-道繼續運作；而安樂創新科技有限公司表示早已在2月發現該新加坡公司在汽車管制站的軟件加入加密鎖匙，同時也表示同期已在e-道採用自行研發的新軟件取代有關軟件因而不會受事件影響。入境事務處因應e-道有機會「癱瘓」的可能性而在各出入境管制站增派50人駐守、在落馬洲啟動聯合指揮中心監察各出入境管制站情況、資訊系統部派員通宵駐守各出入境管制站以及在必要時改用傳統人手的快檢通系統四個措施；然而，e-道系統未有受到事件影響而癱瘓。
2013年8月26日，自助出入境檢查系統經常訪港內地旅客e-道自助過關服務，擴展至文錦渡管制站。繼落馬洲支線、羅湖、深圳灣、中國客運碼頭、港澳客輪碼頭及機場管制站後，已成功登記使用自助過關服務的經常訪港內地旅客，可在文錦渡管制站使用e-道過關。文錦渡管制站分別設有四條入境e-道及三條出境e-道讓已登記的內地旅客使用。e-道自助過關服務適用於已成功登記的經常訪港內地旅客。登記處設於落馬洲支線、羅湖、深圳灣、中國客運碼頭、港澳客輪碼頭、香港國際機場及文錦渡管制站。登記費用全免。
2013年7月30日，香港及韓國正式簽訂諒解備忘錄，由2013年12月12日起，開通居民互用兩地自助出入境「e-道/Smart Entry Service」過境服務
2013年9月18日，首條「無障礙e道」正式啟用，為全球首創具語音提示功能的自動出入境關卡。據香港失明人協進會表示，當中的錄製語音提示是由已故香港歌手陳僖儀於2012年底協助錄製，新增了部分語句，由其胞妹陳楚晶協助完成。
2017年10月，入境處推出訪港旅客自助離境服務（「離境易」），合資格的訪客無須事先登記，可經「離境易」e-道通過容貌識別技術認證後自助離境。
2021年12月1日，入境處推出香港居民非觸式自助出入境檢查服務（「非觸式e-道」），合資格香港居民可以使用入境處流動應用程式產生二維碼，掃碼進入e-道，再配合容貌識別技術核實身份自助完成出入境檢查手續，過程中無需碰觸任何e-道設備。
2024年7月19日，香港入境事務處與澳門身份證明局、治安警察局等多個部門合作，共同推出「港澳通關互用二維碼」，合資格香港居民可透過「非觸式e道」應用程式的二維碼，使用澳門的自助通道設施（澳門青茂口岸、橫琴口岸，以及港珠澳大橋珠澳旅檢大廳的合作快捷查驗通道除外）過關；而澳門居民可利用「一户通」應用程式的「通關碼」，使用香港e道自助辦理出入境手續，毋須出示實體身份證。

## 合資格人士
符合下列其中一項要求之人士，均可以登記使用e-道以自助出入境方式辦理出入境手續：
香港居民：
- 年滿7歲之香港永久性居民[35]；
- 年滿11歲並持有簽證身份書的香港居民；
- 年滿11歲並擁有香港入境權的人士；
- 年滿11歲並於香港不受任何逗留條件限制的人士；
- 持有有效旅行證件並被獲發通知標籤的非永久性居民（外籍家庭傭工、學生或輸入勞工簽證持有人需要登记）[36]；
- 11歲以下在香港就讀小學、已登記使用有效旅行證件及其身高不少於1.1米之跨境學童；

領事：
- 領事團身份證持有人；

訪客：
- 年滿18歲並使用已登記的有效旅行證件經常入境香港之旅客[34]；
- 年滿11歲並使用已登記的澳門永久性居民身份證之澳門永久性居民[34]；
- 年滿11歲並使用已登記的有效期均不少於一個月的澳門非永久性居民身份證及澳門居民往來香港特別行政區旅遊證之澳門非永久性居民；
- 年滿11歲[37]的使用电子往来港澳通行证且已于申请时签署允许港澳地区使用指纹，或通过传统柜台入境同时登记之内地旅客；
- 年滿11歲的中國護照持有人，以過境為目的出入無需登記即可使用。使用簽證/進入許可或香港特别行政区进入许可者須滿足經常訪港旅客的要求后方可登記使用；
- 年滿16歲的已登記有效澳洲護照持有人；
- 年滿16歲的已登記有效德國護照持有人；
- 年滿11歲的已登記有效新加坡護照持有人，登記需滿足於過去24個月內曾經訪港最少兩次或其他條件；
- 年滿17歲持已登記有效大韓民國護照的大韓民國國民；
- 年滿11歲的已登記有效泰國護照持有人，登記需滿足於過去12個月內曾經訪港最少一次或其他條件；
- 年滿11歲持有香港入境事務處指定國家所簽發的有效電子旅行證件或台灣居民來往大陸通行證[38]可免登記在離境時使用e-道；

## 設置地點
羅湖管制站是第一個設有e-道的出入境管制站，及後不斷擴展至不同出入境管制站；至今在香港國際機場管制站、港澳客輪碼頭管制站、中國客運碼頭管制站、啟德郵輪碼頭管制站、落馬洲管制站、落馬洲支線管制站、紅磡車站、羅湖管制站、文錦渡管制站、沙頭角邊境管制站、深圳灣口岸香港口岸區、廣深港高速鐵路西九龍站、港珠澳大橋香港口岸管制站、香園圍管制站合共14個出入境管制站均設有e-道。

## 旅客自助出入境檢查系統

### 跨境學童e-道
跨境學童自助出入境檢查系統（英語：Cross Boundary Student Automated Passenger Clearance，簡稱跨境學童e-道）於2007年12月19日開始使用；使用之學童只需5秒可順利過關。該系統只設於羅湖管制站，並只適用於持有已登記使用有效旅行證件的11歲以下在香港就讀小學及其身高不少於1.1米之跨境學童；當該名跨境學童年滿11歲後，可以智能身份證使用一般的e-道自助辦理出入境手續。

### 經常訪港旅客自助出入境檢查系統
經常訪港旅客自助出入境檢查系統（英語：Frequent Visitor Automated Passenger Clearance）於2008年3月起於香港國際機場設立之e-道，過境時間可由約15分鐘縮短至最快3分鐘；設立的目的是為了方便18歲或以上及持有有效的香港特別行政區旅遊通行證、註有「HKG」區碼的亞太經合組織商務旅遊證（APEC Business Travel Card）、香港國際機場訪港常客證（HKIA Frequent Visitor Card）或已參加該這項系統安排的航空公司簽發的飛行常客會會員證的經常訪港旅客縮短過關時間。

### 快捷e-道
羅湖入境管制站2009年3月3日起推出快捷e道試驗計劃（英語：Express e-Channel Service，簡稱快捷e-道），過關時間12秒縮短至8秒；其服務對象只是18歲或以上已登記的香港居民或者持有新智能身份證的11歲或以上的香港居民；使用服務之人士必需在羅湖或者落馬洲管制站出、入境時前往登記e-道以自助形式辦理登記手續，至於持有新智能身份證的人士無需預先登記。

### 澳門居民e-道
2007年10月22日，香港旅遊發展局主席田北俊在澳門拜會澳門行政長官何厚鏵後表示會研究在澳門引入e-道的技術的可行性以方便香港居民入境澳門；而在2008年10月15日，香港行政長官曾蔭權發表《施政報告》中表示簡化港澳居民往返兩地的出入境手續，包括互免填寫申報表及使用e-道的自助過關系統過關。隨著香港及澳門自2009年12月10日起實行互免入境申報協議，合資格的澳門永久性居民可憑澳門永久性居民身份證在港澳客輪碼頭及中國客運碼頭特別設置的澳門居民e-道（英語：Macao Resident e-Channel）自行辦理進出香港境內的出入境手續；同日起也永久停用澳門特別行政區永久性居民身份證持有人赴港申報表入境香港的申報程序。

### 雙程證e-道
使用电子往来港澳通行证通关e-道则须在申领证件时签署同意授权书并记录指纹信息。或者通过传统柜台入境香港的双程证才能利用e-道通关。
使用e道时应将电子港澳通行证人像面朝下，放置在光学阅读器的左上角，不能使用插卡槽。使用雙程證e-道必須持有有效赴港簽注。

### 離境易e-道
由2017年10月10日開始，合資格國家或持有台灣居民來往大陸通行證的訪港旅客可免登記使用「離境易」e-道服務辦理自助離境手續。

### 登機易e-道
「登機易」為一項自助生物特徵識別系統，讓離港旅客於香港國際機場享有輕鬆無憂的旅程。透過「登機易」，旅客只需簡單地於不同檢查站展示容貌便可核實身分，從辦理登記及行李託運手續，以至保安檢查和登機，均無需重覆出示旅行證件及登機證。
旅客使用「登機易」通過自助保安閘口後，在入境事務處的「登機易e-道」鏡頭前掃描容貌，便可完成出境檢查手續。現時此服務適用於持有香港特別行政區護照或香港特別行政區簽證身份書或電子港澳居民來往內地通行證（電子回鄉證）的香港居民。

### 合作查驗自助通道(合作e-道)
規劃中的皇岗口岸新联检楼及籌備中的羅湖口岸新口岸未來所使用的自助過關通道，以“三道闸门、界线分明”方式來進行。

## 車輛司機自助出入境檢查系統
車輛司機自助出入境檢查系統（英語：Automated Vehicle Clearance，簡稱車輛e-道）設置於落馬洲、沙頭角、文錦渡及深圳灣管制站，而此系統服務只適用於跨境司機使用；入境事務處在2006年2月6日於沙頭角管制站設置首條車輛e-道，及後也擴展至其他陸路出入境管制站。這個e-道系統除了採用指紋識別技術外，也裝設了容貌辨認系統。此外，入境事務處及香港海關在深圳灣管制站設有一站式出入境檢查及清關服務（英語：One-stop Customs and Immigration clearance at Shenzhen Bay）。

## 榮譽
- 亞太資訊及通訊科技大獎-電子政府與社會項目大獎（2006）[53]

## 備註
1. ↑  使用跨境學童e-道之跨境學童需得該名家長或監護人的書面同意下方可使用[40]

## 外部連結
- （繁體中文） 自助出入境檢查流程（影片）
- （繁體中文） 快捷e-道的自助出入境檢查流程（影片）
- （繁體中文） 學童e-道的自助出入境檢查流程（影片）
- （繁體中文） 經常訪港旅客e-道的自助出入境檢查流程（影片）
- （繁體中文） 羅湖快捷e道過關快4秒（页面存档备份，存于）